# 恋するよりも素敵なこと―パリ七区のお伽話
『恋するよりも素敵なこと―パリ七区のお伽話』（仏: Ensemble, c'est tout）とは、2004年 Le Dilettante 社により刊行されたアンナ・ガヴァルダ作の小説であり、2007年にはクロード・ベリ監督により映画化されている。原題の Ensemble, c'est tout は｢一緒に、それが全て｣という意味である。

## 内容
この作品は、希望を失った4人の男女が出会い、お互いに励まし支え合っていく模様を描いている。
清掃員として働きながら何とか生活をしているカミーユは、ちゃんとした食事を摂るともなく、大好きな絵に向かう気力もなくしてしまった。過去に囚われ生きている彼女はそれについて一言も語ろうとはしない。高級アパートに住む貴族出身でシャイな歴史好きの青年、フィリベールは、強迫性障害という精神疾患、吃音に悩まされている。その青年、フィリベールの同居人フランクは、腕のいい料理人。言いたいことは何でも言うきつい性格の持ち主だが、祖母、パレットと接するときには優しさを見せる。83歳のパレットは、孫、フランクの幸せを祈り思い出に浸りながら老人ホームで晩年を過ごしている。
その4人が出会い、そのアパートに集まり、お互いを理解し支え合い、そして一緒に何かを築いていく。

## 映像化
この小説は2007年、クロード・ベリ監督により『Ensemble, c'est tout』 の題で映画化されており、主人公のカミュ役を オドレイ・トトゥ が、フランク役をギヨーム・カネが演じている。 日本語タイトルは『幸せになるための恋のレシピ』。